# Billy Bowman Jr.
Billy Bowman Jr. (Denton, 29 gennaio 2003) è un giocatore di football americano statunitense che milita nel ruolo di safety per gli Atlanta Falcons della National Football League (NFL).

## Carriera universitaria
Nella sua prima stagione a Oklahoma nel 2021, Bowman disputò 7 gare su 11 come titolare, con 22 tackle. Nel 2022 disputò 9 gare su 11 come titolare, con 60 placcaggi e 3 intercetti. Nel 2023 rimase stabilmente titolare a fine anno fu inserito nella formazione ideale della Big 12 Conference.

## Carriera professionistica

### Atlanta Falcons
Bowman fu scelto nel corso del quarto giro (118º assoluto) del Draft NFL 2025 dagli Atlanta Falcons. 